# Digimon Story: Cyber Sleuth
Digimon Story: Cyber Sleuth (デジモンストーリー サイバースルゥース ハッカーズメモリー, Dejimon Sutōrī Saibā Surwūsu) é um jogo eletrônico de RPG desenvolvido pela Media.Vision e publicado pela Bandai Namco Entertainment para PS Vita e Playstation 4, baseado na franquia Digimon. É o quinto jogo da série Story, e o primeiro lançado para Console de mesa. A versão americana foi lançada no início de 2016, possuindo a funcionalidade de cross-save para as duas plataformas.